# Petroscirtes springeri
Petroscirtes springeri är en fiskart som beskrevs av Smith-vaniz, 1976. Petroscirtes springeri ingår i släktet Petroscirtes och familjen Blenniidae. Inga underarter finns listade i Catalogue of Life.